# James Sneddon
James Neil Sneddon – australijski językoznawca. Specjalizuje się w języku indonezyjskim.
Studia z zakresu językoznawstwa i języka indonezyjskiego ukończył na Uniwersytecie w Sydney. W 1974 r. doktoryzował się na Australijskim Uniwersytecie Narodowym, gdzie obronił pracę Tondano Phonology and Grammar. Piastował stanowisko profesora nadzwyczajnego na Uniwersytecie Griffitha w Queensland. 
Jego dorobek obejmuje liczne prace poświęcone językowi indonezyjskiemu, m.in. podręczniki gramatyczne. Jest autorem książki Colloquial Jakartan Indonesian, opisującej dialekt dżakarcki. W książce The Indonesian Language: Its History and Role in Modern Society przedstawia historię języka indonezyjskiego i jego funkcję we współczesnej Indonezji. Równocześnie podważa utarte przekonania na temat tego języka.
Badacz języków północnego Celebesu. Autor rekonstrukcji języków praminahaskiego (1978) i prasangirskiego (1984).

## Wybrana twórczość
- Indonesian Reference Grammar (1996), ISBN 1-86448-776-3
- Indonesian: A Comprehensive Grammar (1996), ISBN 0-415-15529-0
- Understanding Indonesian Grammar: A Student’s Reference And Workbook (2000), ISBN 1-86448-776-3
- The Indonesian Language: Its History and Role in Modern Society (2003), ISBN 0-585-48497-X
- Colloquial Jakartan Indonesian (2006), ISBN 0-85883-571-1